# Alfonso Borrego
Alfonso Borrego III (El Paso, 1956) es un historiador y artista estadounidense de etnia apache chiricahua, bisnieto por vía materna del notorio líder y guerrero Gerónimo. Es presidente de la Sociedad de Patrimonio Cultural del Camino Real de Tierra Adentro y director de Turismo y Asuntos Culturales de la ciudad de San Elizario, Texas, además de miembro de la Asociación Nacional de Cronistas de Ciudades Mexicanas y otras muchas organizaciones culturales en Estados Unidos e Hispanoamérica. Su campo habitual es la leyenda negra española y la defensa de la herencia hispánica en América.

## Biografía
Borrego es miembro a través de su madre de la rama bedonkohe de los apaches chiricahuas del oeste de Arizona, teniendo así mismo ascendencia navajo, aunque no pertenece a ninguna tribu activa. Sus padres y abuelos le ocultaron su identidad india durante su infancia para tratar de evitar el racismo, pero igualmente fue blanco de ello al ser una familia mexicana, mestiza y castellanoparlante. Se describe adoctrinado en el odio a los españoles desde los seis años, a los que las se acusaba de cometer atrocidades en su época de dominio de América. Determinante en el cambio de esta visión fue averiguar que su antepasado Gerónimo hablaba castellano y que casi la totalidad de las reservas indias están en estados con nombre español. Esto desembocó en su actual campo de dedicación, hallado durante su carrera académica de historia; por su propia admisión, "cuando comencé a estudiarlo no me cuadraba".
A lo largo de su carrera ha ocupado multitud de cargos, entre los que se cuentan la presidencia de la Sociedad de Patrimonio Cultural del Camino Real de Tierra Adentro, director de Turismo y Asuntos Culturales de la Ciudad de San Elizario, comisionado en la Comisión Histórica del condado de El Paso. Funge como académico correspondiente y delegado en el Instituto de Estudios Históricos Bances y Valdés de Oviedo, España, así como parte del consejo asesor del Instituto Almaráz de Investigación de Historia y Cultura de Tierras Fronterizas de San Antonio y miembro de la Asociación Nacional de Cronistas de Ciudades Mexicanas, en México. Actualmente promueve el reconocimiento por la Unesco de la porción estadounidense del Camino Real de Tierra Adentro, en cooperación con el Instituto Nacional de Antropología e Historia de México.
Borrego apareció en 2024 en el documental de José Luis López Linares Hispanoamérica, canto de vida y esperanza. En marzo del año siguiente formó parte, junto con Ituriel Moctezuma, descendiente del emperador mexica Moctezuma Xocoyotzin, y Michael Henderson, descendiente de libertos hispánicos, de Hispanoamérica, un futuro compartido, jornadas promocionales en España del próximo documental de Linares.

## Pensamiento
Borrego encuentra y alaba un carácter humanista, asimilador y multiétnico en el imperio español en América, que en su visión ha llevado a la hispanidad a ser el mayor grupo étnico del mundo. Atribuye a los españoles un espíritu mestizador que viene de su propia mezcla en Europa: "cuando los españoles llegaron aquí se mestizaron con los indígenas. Son dos culturas combinándose y creando cosas. Eso para mí es una cosa maravillosa y bonita." No por ello disculpa el lado bélico de la conquista española de América, subrayando: "no quiero decir que fueran santos, eran humanos y hubo enfrentamientos, pero se creó una comunidad mestiza".
Compara favorablemente la cosmovisión imperial española a la del imperio británico, al que acusa de llevar a cabo un exterminio de las poblaciones nativas en todos sus dominios, señalando cómo éstas no existen en las antiguas posesiones inglesas y en cambio permanecen en las hispánicas, incluyendo los estados de nombre español en Estados Unidos. En especial, acredita a España con la supervivencia de los pocos pueblos nativos que viven en Norteamérica, notando que de ella recibieron el nivel de desarrollo que les permitió resistir el avance anglosajón desde mediados del siglo XIX, incluyendo los caballos, las armas de fuego, las tradiciones y la identidad cultural y religiosa.

Ahora hay gente aquí hablando de que los españoles deben pedir perdón. ¿Pero de qué estás hablando? Pide tú gracias porque te dejaron todos los edificios, la lengua, la tecnología, alimentos y animales que en América no se conocían, todo hecho.

Oponente de la leyenda negra española, Borrego critica su interiorización por parte de generaciones de españoles, aunque también cree que existe en ellos potencial de valorar positivamente su historia. De la misma manera, cree que los hispanos padecen un sentimiento de inferioridad a causa de no conocer su historia e identidad y de haberles sido inculcado el odio a sus propios antepasados españoles. También cree que ello ha originado que las poblaciones nativas de Norteamérica se consideren dependientes y supeditadas al gobierno federal. Critica el nacionalismo mexicano post-independencia, al que acusa de culpar a España para construir y engrandecer su relato.
Blancos de sus críticas han sido el sistema educativo estadounidense, por inculcar la leyenda negra entre sus generaciones, y la industria de Hollywood, desde donde se tergiversa el pasado hispánico de América: "llevan 100 años contando falsedades". Acusa al Departamento del Interior y en particular al Partido Demócrata de tratar de sabotear la divulgación y el debate de este ámbito. Sin embargo, sigue considerádose estadounidense y postula que "si todos caminamos por el camino de la verdad habrá más paz".

## Premios
- Premio Hispanidad Capitán Etayo de la Comunión Tradicionalista Carlista (2022)[8]
- Premio Trelles-Villademoros del Real Cuerpo de la Nobleza del Principado de Asturias (2023)[9]

## Filmografía
- Hispanoamérica, canto de vida y esperanza, 2024, José Luis López-Linares